# 臺北藝穗節
臺北藝穗節（英語譯名：Taipei Fringe Festival），創辦於2008年，是由臺北市政府主辦、臺北市政府文化局與台北市文化基金會承辦。

## 獎項
- 永真藝穗獎（第1屆至第3屆稱「大家都滿意獎」）
- 永真明日之星獎（第1屆至第4屆稱「明日之星」）
- 最有創意獎
- 最佳空間使用獎
- 最有勇氣獎（第四屆起刪除該獎項）

### 第四屆起新增獎項
- 戲劇中的戲劇
- 舞蹈中的舞蹈
- 音樂中的音樂
- 其他中的其他
- 藝穗原創精神獎
- 佳作

## 爭議
- 2008年首屆台北藝穗節表演節目中，在公開場所表演裸戲[3][2]。

- 2015年第八屆台北藝穗節，官網上註明拒身心障礙者入場及含有裸體露點的劇照[4][5][6][7][8][9]。

## 外部連結
- 官方网站
- 臺北藝穗節的Facebook專頁
- 臺北藝穗節 的pinterest
- YouTube上的臺北藝穗節頻道